# 1925 en aéronautique
Chronologie de l'aéronautique
- 1921
- 1922
- 1923
- 1924
- 1925
- 1926
- 1927
- 1928
- 1929

Cet article présente les faits marquants de l'année 1925 en aéronautique.

## Événements

### Janvier
- 1er janvier : la compagnie française « Franco-Roumanie » (Compagnie de Navigation Franco-Roumaine), qui exploite les plus grands réseau du monde grâce à ses liaisons jusqu'en Russie et en Chine, change de nom pour adopter celui de Compagnie Internationale de Navigation Aérienne (CIDNA).
- 18 janvier : premier vol du Dewoitine D.1 de série type D.1ter.
- 18 janvier : lancement d'une mission aérienne à travers l'Afrique assurée par deux Blériot 115, baptisés « Roland Garros » et « Jean Casale », à bord desquels se trouvent respectivement les aviateurs Goÿs et Pelletier-Doisy et les aviateurs Vuillemin et Dagnaux qui effectueront ce vol d'études à des fins d'observation météorologique[1].
- 24 et 25 janvier : le dirigeable américain USS Los Angeles transporte 25 savants à l'occasion d'une éclipse solaire.

### Février
- 5 février : H.J. Brown est contraint d'apponter de nuit sur le porte-avions américain USS Langley.
- 12 février - 3 avril : première liaison aérienne entre Bruxelles et Léopoldville (Kinshasa- RDC) par Edmond Thieffry, as de l'aviation belge durant la Première Guerre mondiale, avec Léopold Roger - pilote - et Jef de Bruycker - mécanicien - sur Handley Page, en étant les tout premiers aviateurs à survoler plus de 3 500 km (entre Niamey et Kinshasa) de terres « inconnues » … Un exploit à l'époque, ouvrant ainsi les liaisons aériennes commerciales vers les colonies d'Afrique centrale. Les 8 124 km ont été parcourus en 75 heures et 25 minutes de vol effectif et après maints problèmes techniques, atmosphériques[2].
- 22 février : premier vol du de Havilland DH.60 Moth.

### Mars
- 6 mars : le pilote français Antoine tient l'air pendant 8 heures et 54 minutes malgré une panne moteur sur un Hanriot HD.14.
- 13 mars :
  - premier service de fret régulier aux États-Unis (Détroit - Chicago).
  - premier vol du Travel Air no 1.

### Avril
- 20 avril : le capitaine aviateur Clauzel du 32e régiment d’aviation de Dijon établit le nouveau record du monde de hauteur en avion avec une charge de 250 kilogrammes, soit 9 325 mètres[3].

### Mai
- 20 mai : premier vol du Curtiss Condor.
- 21 mai : départ de Spitzberg de deux hydravions en direction du pôle. Les mauvaises conditions climatiques contraindront les aviateurs à se poser sur la banquise à plus de 200 km du pôle.
- 28 mai : premier vol du de Havilland DH.54 Highclere.

### Juin
- 2 juin :
  - la Compagnie Générale d'Entreprises Aéronautiques (future Aéropostale) inaugure la ligne Casablanca-Dakar;
  - les Belges Veenstra et Quersin remportent la deuxième Coupe Gordon Bennet : 1 380 km en 42 heures.

### Juillet
- Premier vol du de Havilland DH.56 Hyena.
- 1er juillet : premier vol postal de nuit aux États-Unis.
- 7 juillet : premier vol du Boeing Model 40.
- 13 juillet : création de Western Air Express, compagnie qui donnera naissance à TWA et Western Airlines.

### Août
- 7 au 9 août : un équipage français (Drouhin et Landry) bat le record de durée de vol : 45 heures et 11 minutes, entre Chartres et Étampes sur un Farman F.62 modifié en monomoteur.
- Du 10 août 1925 au 12 août 1925, Ludovic Arrachart et Henri Carol, ingénieur chez Lorraine-Dietrich, réalisent un long raid aérien de 7 420 kilomètres, faisant ainsi en trois étapes (Paris-Constantinople, Constantinople-Moscou, Moscou-Paris) le tour de l'Europe, en pilotant un appareil de type biplan biplace, à savoir un Potez 25 GR doté d'un moteur Lorraine-Dietrich pouvant fournir une puissance de 450 CV[4].

### Septembre
- 3 septembre : le dirigeable américain « Shenandoah » se brise en vol : 15 morts et 19 blessés sur les 42 personnes (7 passagers) présentes à bord.
- 4 septembre : premier vol du trimoteur Fokker F.VII/3m.
- 25 septembre : arrivée à Paris du premier raid aérien Tokyo-Paris. Deux appareils Breguet 19 A-2, l'un avec le Capitaine Abé et Shinohara, l'autre piloté par Kawachi qu'accompagne le mécanicien Katachiri, arrivent à Paris, partis de Tokyo le 25 juillet[5].

### Octobre
- 18 octobre : annulation des résultats de la « Coupe Beaumont ». Le règlement prévoit que le prix est alors attribué au vainqueur de l'année précédente : Sadi-Lecointe. Ce pilote restait le seul en lice dans l'édition 1925 après l'abandon de Ferigoule, mais son passage à 312 km/h fut mal noté et ce résultat n'est pas homologué.
- 26 octobre : le lieutenant James Doolittle remporte la coupe Schneider à Baltimore sur un Curtiss Army R3C-2 (vitesse moyenne de 374,274 km/h).

### Novembre
- 7 novembre : auteur d'un raid de 55 000 kilomètres, à travers l’Europe, l’Océanie mais aussi l’Asie, le commandant italien Francesco De Pinedo est de retour en Italie, où il se pose sur le Tibre. En 202 jours de voyage, il aura effectué 67 étapes, pilotant un S16 Savoia Marchetti[6].
- 26 novembre : premier vol du bombardier soviétique Tupolev ANT-4/TB-1.